# 武玉瑩
武玉瑩（越南语：／，1876年—1958年），越南阮朝官員，官至總督。

## 生平
武玉瑩1876年出生於越南南定省箓水社的天主教家庭中。從小在村中接受傳統文化教育（漢字和國語字），1901年至1904年間在南定法越學校接受培訓。
1926年，任北寧總督。1927年，改額回上審院代阮廷逵。